# جاك بيلجرين
جاك بيلجرين، رسام فرنسي، (ولد في 17 يونيو 1944.)

## السيرة الذاتية
جاك بليجرين يهتم برسم اللوحات، المظاهر الطبيعية، والحياة العامة. بدأ مسيرته الفنية في سن الثامنة. عندما كان في الحادية عشرة من عمره، حصل علي أولي جوائزه من مجلس مدينة إيكس أون بروفونس. كان أسلوبه في البداية ينتمي إلى المدرسة الواقعية والكلاسيكية، ولكنه اكتشف الانطباعية. بعد دراسته في ميونخ ليصبح مترجما، حصل علي شهادة دراسة اللغة الألمانية في إيكس أون بروفونس. ولكي يتسني له الوقت لاستكمال مسيرته الفنية قام بالتخلي عن مهنة الترجمة. في عام 1980، كرس نفسه للرسم ودرس التعبيرية الألمانية. بليجرين تأثر بالوحوشية (الفوفسم) والفنانين التعبيريين الفرنسيين مثل فينسنت فان غوخ، أندريه ديران، ألبير ماركيه، كييس فان دونجن وهنري ماتيس. قام بالسير علي خطوات فناني مدرسة مرسيليا وبروفنس. معاييره الأساسية : الرسم ومواكبة عصره وزمنه. هو عادة يستخدم الألوان القوية ويحدد رسوماته بهوامش سوداء عريضة، كل لوحة تحكي قصة، لحظة وذكري. في نفس الوقت، كما هو معروف عنه، عندما يفكر بليجريني في الماضي، هو لا يحبذ الرجعية، بل الشعور بالواقع. هو أيضا مذكور في موسوعة Benezit للفنانين (1999 و 2006).

## المشاراكات الأساسية

### المشاراكات
- 1967 : إيكس أون بروفونس, Galerie La Provence Libérée
- 1969 : إيكس أون بروفونس, Galerie La Provence Libérée
- 1972 : إيكس أون بروفونس, Galerie des Cardeurs
- 1977 : مرسيليا, Galerie Le Tigre de Papier
- 1978 : إيكس أون بروفونس, Galerie Les Amis des Arts
- 1980 : مرسيليا, Galerie Mary
- 1983 : إيكس أون بروفونس, Galerie du Belvédère
- 1984 : طولون, Galerie du Var-Matin
- 1986 : مرسيليا, Galerie La Poutre
- 1989 : مرسيليا, Galerie Chaix Bryan
- 1990 : مرسيليا, Galerie Forum Ars-Galicana
- 1991 : مرسيليا, Galerie Sylvestre
- 1993 : ليون, Galerie Auguste Comte
- 1994 : مرسيليا, Galerie Montgrand
- 1995 - 1998 : ليون, Galerie des Brotteaux
- 1998 : سانت ريمي دو بروفنس, Galerie à l'Espace des Arts
- 2001 : لندن, Summer's Arts Gallery
- 2001 : تيبنجن, Casula Gallery
- 2005 - 2006 : إيكس أون بروفونس, Casula Gallery
- 2006 : بروكسل، ليون، سانت ريمي دو بروفنس, Galerie à l'Espace des Arts
- 2006 : ميلانو, Casula Gallery
- 2008 : إمارة دبي, Art Phui
- 2009 : مرسيليا, Galerie Art 152
- 2009 : بروكسل, Galerie à l'Espace des Arts
- 2009 - 2010 : إمارة دبي,The Mojo Gallery
- 2010 : الدار البيضاء, 9 Galerie Au
- 2010 : سانت ريمي دو بروفنس ,Musée Jouenne
- 2012 : سانت سير سور مير ,Grand Hôtel les Lecques
- 2012 : ستوكهولم ,La Petite Galerie Française
- 2012 : قوانغتشو ,Art Canton
- 2012 : باريس ,Salon d'Automne - Grand Palais
- 2013 : هونغ كونغ ,ِAsia Contemporary Art Show, JW Marriott hotel
- 2014 : سنغافورة ,Ode to Art Gallery
- 2014 : Château Castrum de Bucco
- 2014 : إيكس أون بروفونس ,مبنى بلدية

### لوحاته المعروضة
- منذ عام 2000: متحف شاتوه نف لاروج للفن الحديث